# Maison de Sérusier
La maison de Sérusier est une maison française à Châteauneuf-du-Faou, dans le Finistère, en Bretagne. Construite en 1906, elle est le domicile du peintre Paul Sérusier jusqu'à la fin de sa vie. Le couloir du premier étage ainsi que la cage d'escalier sont ornés d'un décor qu'il peint sur plâtre en 1912. La bâtisse est inscrite monument historique depuis le 21 novembre 1995.